# 沙尔希涅
沙尔希涅（法語：Charchigné，法語發音：[ʃaʁʃiɲe]）是法国马耶讷省的一个市镇，位于该省北部偏东，属于马耶讷区。

## 地理
沙尔希涅（48°25'3"N, 0°24'31"W）面积14.91 平方千米，位于法国卢瓦尔河地区大区马耶讷省，该省份为法国西北部内陆省份，北起芒什省和奧恩省，西接伊勒-维莱讷省，南至曼恩-卢瓦尔省，东临萨尔特省。
与沙尔希涅接壤的市镇（或旧市镇、城区）包括：谢韦涅迪曼、勒阿姆、勒奥尔、雅夫龙-莱沙佩勒、拉赛堡、勒里拜。

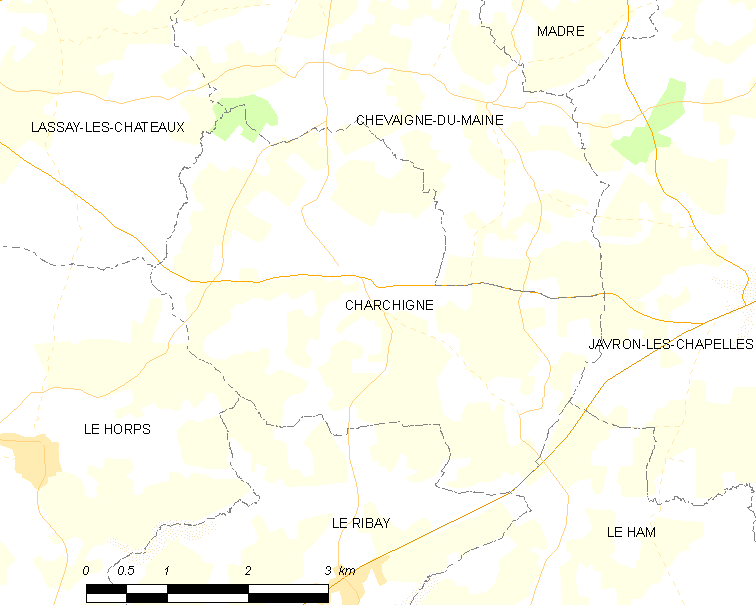
沙尔希涅的OSM定位图

沙尔希涅的时区为UTC+01:00、UTC+02:00（夏令时）。

## 行政
沙尔希涅的邮政编码为53250，INSEE市镇编码为53061。

## 政治
沙尔希涅所属的省级选区为拉赛堡县。

## 人口

1962-2008年间沙尔希涅人口变化图示

沙尔希涅于2022年1月1日时的人口数量为455人。